# Zosis
Zosis là một chi nhện trong họ Uloboridae.

## Hình ảnh

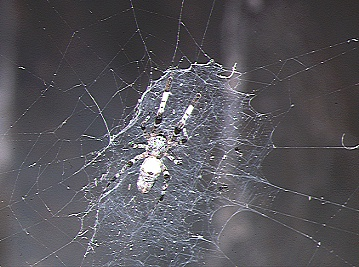
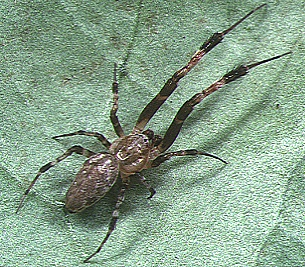